# 벽계수
벽계수(碧溪守, 1508년 ~ ?)는 조선의 왕족이다. 세종의 서자 영해군의 손자로, 길안도정(吉安都正) 의(義)의 5남이다. 이름은 이종숙(李終叔)이다. 언제 죽었는지는 알 수 없다. 묘는 강원도 원주시 문막읍 동화리에 있다.
벽계수는 거문고에 능하고 호방하여 풍류를 즐겼던 것으로 전해진다. 황진이를 만났을 때는 정 4품 수(守)의 관직에 있을 때로 추정하나, 1519년 기묘사화 때 가문이 풍비박산하여 불우하게 보내다가 1545년(인종 1년) 경에 신원된 것으로 보인다.
해주 윤씨 윤희평의 딸과 혼인하여 3남 1녀를 두었다.